# Paul Simon
Paul Frederic Simon (Newark, Nova Jersey, 13 d'octubre de 1941) és un cantautor i músic estatunidenc d'origen jueu. Es va graduar al Queens College i va estudiar durant un breu període a l'escola de dret de Brooklyn (Nova York).

## Biografia

### Simon & Garfunkel
Simon va ser el compositor del duo Simon & Garfunkel, que va fer uns quants àlbums de gran èxit com Bridge Over Troubled Waters (1970). Abans d'unir-se a Garfunkel, Simon havia compost i gravat més de 30 cançons entre 1957 i 1964, any que el duo va gravar el seu primer disc amb la companyia Columbia Records.
Simon i Garfunkel van fer gran part de la banda sonora de la pel·lícula de 1967 The Graduate, protagonitzada per Dustin Hoffman i Anne Bancroft. Paul Simon va compondre la cançó Mrs. Robinson especialment per a la pel·lícula, amb la qual va guanyar dos premis Grammy. També hi apareixen altres cançons del duo.
El 1970 Simon & Garfunkel graven per a la CBS l'àlbum Bridge over Troubled Water. El tema principal, El cóndor pasa, tenia la música del peruà Daniel Alomías Robles, i l'acompanyament a la quena del bolivià Ungla Ramos. El 1972, per a la cançó Duncan torna a utilitzar els sons andins de la quena.
Encara que ja feia una dècada que estaven separats (el duo es va dissoldre el 1971), Simon es va tornar a trobar amb Garfunkel el 1981 per a fer un concert al Central Park de Nova York. Van començar a fer un nou àlbum junts, però Garfunkel se'n va anar perquè no estava d'acord amb algunes de les lletres escrites per Simon. Aquest àlbum seria de Paul Simon en solitari, Hearts and Bones.
El 2003 Simon i Garfunkel es van tornar a trobar per fer una gira, primer pels Estats Units d'Amèrica i després per la resta del món (2004).